# Aéroport de Bordeaux-Mérignac

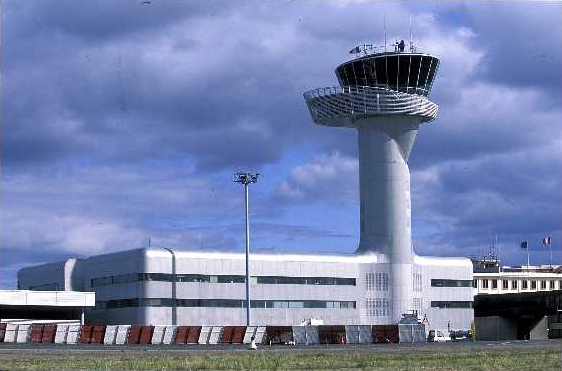
Luchthaven Bordeaux

Luchthaven Bordeaux-Mérignac (Frans: Aéroport de Bordeaux-Mérignac) is de luchthaven van de Franse stad Bordeaux. Deze ligt in de gemeente Mérignac, ca. 11 km ten westen van het centrum van Bordeaux. In 2016 kreeg de luchthaven 5.800.000 passagiers over de vloer. In termen van passagiersaantallen is het daarmee de 6de grootste luchthaven van Frankrijk.
De luchthaven heeft drie terminals, A, B en Billi (Bordeaux Illico). Deze laatste werd gebouwd in functie van een aantal lage-kostenmaatschappijen (EasyJet en Ryanair), voor een vlotte toegang en bagageafhandeling. Met de bouw ervan werd gestart in juni 2009 en in mei 2010 werd de nieuwe terminal reeds in gebruik genomen.
De luchthaven wordt lokaal ontsloten door de A630, een tolvrije autosnelweg die fungeert als een ringweg rond de stad Bordeaux. Openbaar vervoer werd tot 2023 enkel geboden met een busverbinding naar het centrum, meer specifiek de halte Quinconces. Sinds 29 april 2023 is de luchthaven ook te bereiken met lijn A van de tram van Bordeaux.
De luchthaven heeft dagelijkse verbindingen met verschillende luchthavens in Frankrijk en andere Europese bestemmingen.

## Geschiedenis
De geschiedenis van deze luchthaven begint in 1917, wanneer het dienstdoet als militair vliegveld. Ook was het een hub voor Air France die vanaf daar naar Europa en (Noord-)Afrika vloog. Ook werden er militaire oefeningen uitgevoerd.
Tijdens de Tweede Wereldoorlog was het een militaire basis voor de Duitse Luftwaffe. De United States Army Air Force 8th Air Force en de Royal Air Force vielen in 1943 de basis aan.
Na de oorlog heropende Air France de vluchten niet en nam de Franse luchtmacht er weer intrek in. In 1951 werd het plan geopperd door de NAVO om het te gebruiken als basis voor de US Air Force. De bouw van een militair/publieke luchthaven begon op 1 augustus.
In 1958 werd de luchthaven gesloten door de United States Air Forces in Europe en de U.S. army ging weg in 1961 zodat er weer Franse controle was over de luchthaven.